# Len
A len (Linum) a valódi kétszikűek közé tartozó lenfélék (Linaceae) családjának névadó nemzetsége mintegy 230 fajjal.

## Származása, elterjedése
A lenfajok a mérsékelt égövben vagy szubtrópusi éghajlaton élnek.

## Története
Az emberiség ősi kultúrnövénye, már az ősember is felhasználta a vadlen rostját és magját. Egy amerikai, grúz és izraeli kutatókból álló csoport több mint 34 ezer éves lenszálakat fedezett fel a mai Grúzia területén egy barlangban, és ezekről megállapították, hogy a vadon növő lenből zsineget vagy kötelet készíthettek. Az egyiptomi múmiákat lenvászonba göngyölték. Egyiptomból a len Indiába is elkerült, ahol már a pamut elterjedése előtt felhasználták. Az ókori görögök is ismerték: magjából táplálékot, rostjából ruhát, köteleket, hálót készítettek. A rómaiak a Tiberis folyó mentén termesztett lenből tunikákat készítettek. A középkorban a lentermesztés már egész Európában elterjedt. A 19. század elején komoly lendületet adott európai termesztésének a napóleoni háborúk kontinentális zárlata, amely a tengerentúli országokból származó textilnyersanyagok behozatalát is megakadályozta. Magyarország területére a római hódítások nyomán, i. e. 34-ben jutott el.
A modern lenipar akkor fejlődött ki, amikor Philipp de Girard 1814-ben szabadalmaztatta a len nedves fonását. Ő alapította Párizsban az első lenfonó gyárat.
Franciaország, Hollandia és Belgium adja a világ rostlentermelésének kb. 70%-át, Európában még kedvező adottságokkal rendelkezik Fehéroroszország, Ukrajna, Csehország és Lengyelország. Magyarországon főleg a Dunántúlon termesztették, de az 1980-as évek elején megszűnt a rostlentermelés.
Európán kívül a két legfontosabb termelő Egyiptom és Kína.

## A nemzetségbe tartozó fajok
A Magyarországon honos fajok:
- Házi len (L. usitatissimum)
- Árlevelű len (L. tenuifolium)
- Borzas len (L. hirsutum)
- Sárga len (L. flavum)
- Pilisi len (L. dolomiticum)
- Békalen (L. catharticum)

## A lennövény
A lenrostokat a lennövény szárából nyerik. 70–120 cm magas, világoskék vagy fehér virágú. Egynyári növény, 90-120 napos vegetációval. Vetés április vége, május eleje. Szára egyenes és merev.
3 fajtája van: rostlen, olajlen, kéthasznú len.

## A lenkóró elsődleges megmunkálása
1. Nyüvés (betakarítás): a kórót gyökerestől kihúzzák a földből
2. Gubózás: a magok eltávolítása, többnyire a nyüvéssel egyidejűleg a betakarításkor elvégzik
3. Áztatás: a fás részek fellazítása
4. Tilolás: a fellazult fás részek rostról való eltávolítása

Az áztatási eljárás módja szerint harmat-, illetve vízázott lent készítenek.
Vízben történő áztatáskor baktériumok végzik el a fás részek fellazítását. Az áztatás 3-7 nap alatt megy végbe. Az áztatást követően a lenkévéket sátor formájú kúpokban napon szárítják. A len színe világos sárgás színű lesz.
Harmaton történő áztatáskor a lent a betakarításkor rendekben a földön hagyják, ahol néhány hét alatt a korai harmaton szaporodó gombák lazítják fel a fás részeket. A harmatázott len színe világos szürke. Az erősen időjárásfüggő áztatási módszer miatt a szín gyakran változik sötétszürkétől a vöröses színig.
A nagyipari tilolást lentörő gépen, ún. lenturbinán végzik. A lenturbináról kapott hosszú szál a tilolt len. A rövid szálú tilolási kócot tisztító gépsoron a pozdorja nagy részéről megtisztítják, és alacsonyabb értékű font termékek előállítására alkalmas formába hozzák. Ez a tilolt kóc.

## A len belső szerkezete
A molekulaláncok elrendeződése kristályos, láncai egyenesek. Felépítése: 65-80% cellulóz, viasz, pektin (ragasztó), lignin (fás rész).

## A len fizikai, kémiai tulajdonságai
A sejtek hossza 5–70 mm, átmérőjük 8-60 mikron. Sokélű prizma keresztmetszet, vége felé keskenyedő, mindkét vége hegyes.
Elemi szálak szakítószilárdsága 200-300 MPa. Nyúlása 1-2,5%. 75-90 °C-ig nem károsodik, e felett sárgul - szakítószilárdsága csökken, barnul, majd elszenesedik. Nagy, sárga lánggal ég, égett papírszagú, égésterméke szürke hamu. Az ultraibolya sugarak károsítják, szakítószilárdságát csökkentik. Nedvességfelvétele jó, gyorsan szívja a nedvességet és gyorsan szárad. Nagy melegben segíti a test hőszabályozását.
Lúgok duzzasztják. Bár savakra kevésbé érzékeny mint a pamut, erős savakban elbomlik. Fehérítése savas közegben nátrium-kloriddal, lúgos közegben hidrogén-peroxiddal történik.

## A len felhasználása

### Textilipari felhasználás
A lent szép fénye, hűvös tapintása, nagy szakítóereje, rugalmassága, könnyű fehéríthetősége és színezhetősége teszi kedvelt textilipari nyersanyaggá. A legkülönbözőbb rendeltetésű szövetek készítésére használják, a vékony batiszttól a könnyű ruházati szöveteken át a nehéz műszaki szövetekig. Közkedvelt háztartási célú felhasználásra (abrosz, szalvéta, lepedő, takaró), valamint dekorációs, bútoripari és kárpitosipari szövetek gyártására. Az ún. féllen szövetek pamut lánc- és len vetülékfonalakból készülnek. Jellegzetes felhasználási területük a háztartási törlők és olcsóbb lentartalmú szövetek. 
Nagy szilárdsága miatt díszletvászonnak, nagyméretű festményekhez festővászonnak használják.
Talpvarrócérnától egészen a finom sebvarró fonalakig kiterjedten alkalmazzák.
Magyarországon lenfonalat a Hungaro-Len Fonalgyártó és Szolgáltató Kft. gyárt. Ennek a fonalnak a felhasználásával a Coats Magyarország Kft. állít elő speciális varrócérnákat különféle alkalmazási területekre.
A gerebenezésnél keletkező gerebenkóc kártolt vagy fésült fonási eljárással feldolgozható és ebből nehezebb szövetek készíthetők.

### Egyéb ipari felhasználás
Jó nedvszívó képessége miatt a gerebenezett szálat vízvezeték-szerelési munkákhoz tömítőanyagnak használják, bár hazánkban – elsősorban a könnyebb hozzáférhetőség miatt – az alacsonyabb fonási értékű kender terjedt el erre a célra. Egyiptomi vizázott lenből baba vagy fonat formában kerül forgalomba csőszereléshez tömítőanyag. A fonásra alkalmatlan kóc papíripari célra vagy kompozitok teherviselő komponenseként használható.
A pozdorja hőszigetelő lapok készítésére és papírgyártásra is használható.

### Lenmag és lenolaj
A lenmagból kipréselt lenolajból (Oleum lini) kencéket, lakkokat, festékeket, ragasztóanyagokat, étolajat készítenek. Az olaj kipréselése (olajütés) után visszamaradó olajpogácsa nagy fehérjetartalma miatt kitűnő állati takarmány.
Az egészben vagy őrölve fogyasztott lenmag, illetve a lenolaj az egészséges emberi táplálkozásban is mindinkább teret hódít. A legtisztább és legtöbb telítetlen zsírsavat tartalmazza, amire a szervezetnek szüksége van, különösen az omega-3 (linolénsav) mennyisége és aránya kedvező (a lenolajban 55%). Az emberi szervezetben ez az esszenciális zsírsav önmagától nem termelődik, beviteléhez a lenmag a leginkább elérhető növényi táplálékunk, ezért vegetáriánusok számára különösen fontos lehet.